# Borsonia
Borsonia é um gênero de gastrópodes pertencente a família Borsoniidae.

## Espécies
- Borsonia armata Boettger, 1895
- Borsonia brasiliana Tippett, 1983
- Borsonia ceroplasta (Watson, 1881)
- †Borsonia cliffdenensis H. Finlay, 1930
- †Borsonia crassiaxialis Maxwell, 1992
- Borsonia epigona Martens, 1901
- Borsonia hirondelleae (Dautzenberg, 1891)
- Borsonia jaffa Cotton, 1947
- Borsonia jaya Sysoev, 1997
- †Borsonia meridionalis Lozouet, 2017
- †Borsonia mitromorphoides Suter, 1917
- Borsonia ochracea Thiele, 1925
- †Borsonia prima Bellardi, 1839
- †Borsonia pulchra Peyrot, 1931
- Borsonia saccoi Dall, 1908
- Borsonia silicea (Watson, 1881)
- Borsonia smithi Schepman, 1913
- Borsonia symbiophora Sysoev, 1996
- Borsonia symbiotes (Wood-Mason & Alcock, 1891)
- Borsonia syngenes (Watson, 1881)
- Borsonia timorensis (Schepman, 1913)
- †Borsonia zelandica (P. Marshall, 1919)

Espécies trazidas para a sinonímia
- Borsonia agassizii Dall, 1908: sinônimo de Borsonella agassizii (Dall, 1908)
- Borsonia bifasciata Pease, 1860: sinônimo de Kermia bifasciata (Pease, 1860)
- †Borsonia brachyspira Suter, 1917: sinônimo de †Mitromorpha brachyspira (Suter, 1917)
- Borsonia coronadoi Dall, 1908: sinônimo de Borsonella coronadoi (Dall, 1908)
- Borsonia crassicostata Pease, 1860: sinônimo de Lienardia crassicostata (Pease, 1860)
- Borsonia diegensis Dall, 1908: sinônimo de Borsonella diegensis (Dall, 1908)
- †Borsonia inculta Moody, 1916: sinônimo de Pseudotaranis strongi (Arnold, 1903)
- Borsonia lutea Pease, 1860: sinônimo de Kermia lutea (Pease, 1860)
- Borsonia nebulosa Pease, 1860  sinônimo de Pseudodaphnella nebulosa (Pease, 1860)
- Borsonia rouaultii Dall, 1889: sinônimo de Cordieria rouaultii (Dall, 1889)